# 금주당
금주당(영어: Prohibition Party)은 미국의 금주 운동 정당이다. 이들은 법적으로 술을 마시지 못하게 할 것을 주장한다.

## 역대 선거

### 역대 대통령 선거
| 선거명                  | 후보              | 득표수  | 득표율 | 확보 선거인단 | 당락 |
| ----------------------- | ----------------- | ------- | ------ | ------------- | ---- |
| 1872년 미국 대통령 선거 | 제임스 블랙       | 3,371   | 0.05%  | 0 / 352       | 낙선 |
| 1876년 미국 대통령 선거 | 그린 스미스       | 6,743   | 0.08%  | 0 / 369       | 낙선 |
| 1880년 미국 대통령 선거 | 닐 도우           | 10,305  | 0.11%  | 0 / 369       | 낙선 |
| 1884년 미국 대통령 선거 | 존 세인트 존      | 147,482 | 1.47%  | 0 / 401       | 낙선 |
| 1888년 미국 대통령 선거 | 클린턴 피스크     | 249,819 | 2.20%  | 0 / 401       | 낙선 |
| 1892년 미국 대통령 선거 | 존 비드웰         | 270,770 | 2.25%  | 0 / 444       | 낙선 |
| 1896년 미국 대통령 선거 | 조슈아 레버링     | 125,072 | 0.90%  | 0 / 447       | 낙선 |
| 1900년 미국 대통령 선거 | 존 울리           | 209,004 | 1.50%  | 0 / 447       | 낙선 |
| 1904년 미국 대통령 선거 | 사일러스 스왈로우 | 258,596 | 1.91%  | 0 / 476       | 낙선 |
| 1908년 미국 대통령 선거 | 유진 샤핀         | 252,821 | 1.70%  | 0 / 483       | 낙선 |
| 1912년 미국 대통령 선거 | 유진 샤핀         | 207,972 | 1.38%  | 0 / 531       | 낙선 |
| 1916년 미국 대통령 선거 | 프랭크 핸리       | 221,038 | 1.19%  | 0 / 531       | 낙선 |
| 1920년 미국 대통령 선거 | 아론 S. 왓킨스    | 189,339 | 0.71%  | 0 / 531       | 낙선 |
| 1924년 미국 대통령 선거 | 헤르만 패리스     | 54,833  | 0.19%  | 0 / 531       | 낙선 |
| 1928년 미국 대통령 선거 | 윌리엄 F. 바니    | 34,489  | 0.09%  | 0 / 531       | 낙선 |
| 1932년 미국 대통령 선거 | 윌리엄 D. 쇼      | 81,916  | 0.21%  | 0 / 531       | 낙선 |
| 1936년 미국 대통령 선거 | D. 레이 콜빈      | 37,668  | 0.08%  | 0 / 531       | 낙선 |
| 1940년 미국 대통령 선거 | 로저 밥슨         | 58,685  | 0.12%  | 0 / 531       | 낙선 |
| 1944년 미국 대통령 선거 | 클로드 왓슨       | 74,733  | 0.16%  | 0 / 531       | 낙선 |
| 1948년 미국 대통령 선거 | 클로드 왓슨       | 103,489 | 0.21%  | 0 / 531       | 낙선 |
| 1952년 미국 대통령 선거 | 스튜어트 햄블런   | 73,413  | 0.12%  | 0 / 531       | 낙선 |
| 1956년 미국 대통령 선거 | 에녹 홀트윅       | 41,937  | 0.07%  | 0 / 531       | 낙선 |
| 1960년 미국 대통령 선거 | 러더포드 데커     | 46,203  | 0.07%  | 0 / 537       | 낙선 |
| 1964년 미국 대통령 선거 | E. 해롤드 문      | 23,266  | 0.03%  | 0 / 538       | 낙선 |
| 1968년 미국 대통령 선거 | E. 해롤드 문      | 15,123  | 0.02%  | 0 / 538       | 낙선 |
| 1972년 미국 대통령 선거 | E. 해롤드 문      | 13,505  | 0.02%  | 0 / 538       | 낙선 |
| 1976년 미국 대통령 선거 | 벤자민 C. 부바    | 15,934  | 0.02%  | 0 / 538       | 낙선 |
| 1980년 미국 대통령 선거 | 벤자민 C. 부바    | 7,212   | 0.01%  | 0 / 538       | 낙선 |
| 1984년 미국 대통령 선거 | 얼 닷지           | 4,242   | 0.01%  | 0 / 538       | 낙선 |
| 1988년 미국 대통령 선거 | 얼 닷지           | 8,002   | 0.01%  | 0 / 538       | 낙선 |
| 1992년 미국 대통령 선거 | 얼 닷지           | 961     | 0%     | 0 / 538       | 낙선 |
| 1996년 미국 대통령 선거 | 얼 닷지           | 1,298   | 0%     | 0 / 538       | 낙선 |
| 2000년 미국 대통령 선거 | 얼 닷지           | 208     | 0%     | 0 / 538       | 낙선 |
| 2004년 미국 대통령 선거 | 진 아몬드슨       | 1,944   | 0%     | 0 / 538       | 낙선 |
| 2008년 미국 대통령 선거 | 진 아몬드슨       | 655     | 0%     | 0 / 538       | 낙선 |
| 2012년 미국 대통령 선거 | 잭 펠루어         | 518     | 0%     | 0 / 538       | 낙선 |
| 2016년 미국 대통령 선거 | 제임스 헤지스     | 5,617   | 0%     | 0 / 538       | 낙선 |
| 2020년 미국 대통령 선거 | 필 콜린스         | 4,834   | 0%     | 0 / 538       | 낙선 |

## 같이 보기
- 사회보수주의